# Гельга Рюле фон Лілієнштерн
Гельга Рюле фон Лілієнштерн (нім. Helga Rühle von Lilienstern; 14 жовтня 1912, Берлін — 7 квітня 2013, Гільдбурггаузен) — німецька художниця-графік та історик.

## Біографія
В юному віці ілюструвала документацію про динозаврів, відкритих її дядьком, палеонтологом Гуго Рюле фон Лілієнштерном. На початку 1950 років склала перший опис міського музею Гільдбурггаузена. Пізніше працювала науковим ілюстратором в Музеї доісторії та ранньої історії у Веймарі, Гумбольдтському університеті та в Єні. В 1958 році переїхала у Західну Німеччину, понад 20 років працювала речником концерну BASF. Після возз'єднання Німеччини повернулася в Гільдбурггаузен, де зайнялась дослідженням життя Темної графині.

## Нагороди
- Орден «За заслуги перед Федеративною Республікою Німеччина», лицарський хрест (2011)